# Malenka marionae
Malenka marionae är en bäcksländeart som först beskrevs av Hitchcock 1958.  Malenka marionae ingår i släktet Malenka och familjen kryssbäcksländor. Inga underarter finns listade i Catalogue of Life.